# Mirko Teodorović
Mirko Teodorović (in serbo Мирко Теодоровић?; Sremska Mitrovica, 6 agosto 1978) è un ex calciatore serbo, di ruolo centrocampista.